# Dicker Tropfen
Als Dicken Tropfen (engl. thick blood film) bezeichnet man ein von Ronald Ross 1903 eingeführtes mikroskopisches Verfahren zum Nachweis von Krankheitserregern im Blut. Wegen seiner leichten Durchführbarkeit auch unter einfachen Tropenbedingungen und seiner guten diagnostischen Aussagekraft fand der „Dicke Tropfen“ schnell weite Verbreitung und gilt heute noch bei vielen Erkrankungen als Standarduntersuchung.

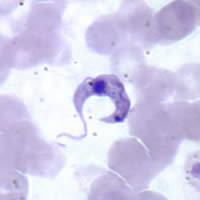
Trypanosoma cruzi, der Erreger der Chagas-Krankheit im Dicken Tropfen

Er wird vor allem angewendet bei der Diagnose parasitärer Infektionskrankheiten wie Malaria, Chagas-Krankheit, Schlafkrankheit, Filariosen, und bakteriellen Infektionen mit Spirochäten wie dem Rückfallfieber.
Im Gegensatz zum normalen Blutausstrich (manchmal als „Dünner Tropfen“ bezeichnet) werden beim Dicken Tropfen etwa 5–10 µl Nativblut aus Vene oder Kapillare als im Durchmesser etwa ein Zentimeter großer Fleck auf einem Objektträger eingetrocknet, wodurch die Erreger auf der betrachteten Fläche etwa 10- bis 20-fach angereichert werden können. Nach dem Trocknenlassen wird der Dicke Tropfen unfixiert mit einer Färbelösung (z. B. Giemsa-Lösung) behandelt. Wegen der fehlenden Fixierung führt die Färbelösung zu einer Lyse (Auflösung) der roten Blutkörperchen, während die darin enthaltenen Parasitenstrukturen erhalten bleiben und durch die Anfärbung unter dem Mikroskop sichtbar werden. 
Zur Speziesbestimmung von Malariaparasiten ist der normale Blutausstrich besser als der Dicke Tropfen geeignet, da typische Befunde wie die Maurersche Fleckung oder die Schüffnersche Tüpfelung im Dicken Tropfen kaum erkennbar sind.
Der Dicke Tropfen darf nicht verwechselt werden mit dem „Hängenden Tropfen“. Dieser bleibt flüssig, während der Dicke Tropfen eintrocknen muss.